# Youra Eshaya
Youra Eshaya est un footballeur irakien né le 30 novembre 1932 et mort le 21 juillet 1992.

## Carrière
- 1954-1956 : Bristol Rovers  Angleterre
- 1956-1971 : Royal Iraqi Air Force  Irak

## Sélections
- ? sélections et ? buts avec l'Irak de 1956 à 1962.